# Betty Amann
Betty Amann (Pirmasens, 10 de março de 1905 – Westport, 3 de agosto de 1990) foi uma atriz germano-americana.

## Filmografia
- The Kick-Off (1926)
- The Trail of the Horse Thieves (1928)
- Asphalt (1929)
- Der Sträfling aus Stambul (1929)
- Der weiße Teufel (1929)
- Gefährliche Romanze (1930)
- Die große Sehnsucht (1930)
- O alte Burschenherrlichkeit (1930)
- Hans in allen Gassen (1930)
- Das Lied der Nationen (1931)
- Endlich sind wir reich (1931)
- Der große Bluff (1932)
- Die kleine Schwindlerin (1933)
- Schleppzug M 17 (1933)
- Strictly in Confidence (1933)
- In Old Mexico (1938)
- Nancy Drew... Reporter (1939)
- Isle of Forgotten Sins (1943)